# برقوق كرزي
البُرقوق الكرزي أو الخوخ الكرزي أو القراصيا (باللاتينية: Prunus cerasifera) (باللاتينية: Prunus monticola) هو أحد أنواع جنس الخوخ من الفصيلة الوردية. يعد من أنواع البرقوق البري.

## الموئل والانتشار
ينتشر في بلاد الشام وتركيا والقوقاز والبلقان.